# Al-Kasimijja
Al-Kasimijja (arab. القاسمية) – miejscowość w Syrii, w muhafazie Damaszek. W 2004 roku liczyła 3518 mieszkańców.